# Kuurne-Brussel-Kuurne 2007
De 60e editie van Kuurne-Brussel-Kuurne, traditioneel deel van het openingsweekend van het Belgische wielerseizoen, werd verreden op zondag 4 maart 2007 in goede weersomstandigheden.
De vroege vlucht bestond uit drie renners: Stijn Devolder, Sebastian Siedler en Matthé Pronk. In de heuvelzone kwamen daar nog zes renners bij: Sébastien Rosseler, Staf Scheirlinckx, Stuart O'Grady, Nikolas Maes, Preben Van Hecke en Stijn Vandenbergh.
Na de heuvelzone regende het pogingen om de kloof te dichten, maar niemand slaagde erin. De kloof werd wel kleiner. Pronk en Van Hecke reden weg, Rosseler volgde in eerste instantie, maar door het wegvallen van Rosseler, ging Quickstep in de achtervolging. Niet zonder succes, want Gert Steegmans trok de sprint aan voor Tom Boonen die gemakkelijk won.

## Hellingen
| - Edelareberg - La Houppe - Kanarieberg | - Oude Kruisens - Oude Kwaremont - Côte de Trieu | - Tiegemberg - Nokereberg |

## Uitslag
| Kuurne-Brussel-Kuurne 2007 |                    |                         |          |
| Plaats                     | Naam               | Ploeg                   | Tijd     |
| Winnaar                    | Tom Boonen         | Quickstep-Innergetic    | 4u29'50" |
| 2                          | Marcel Sieberg     | Team Milram             | z.t.     |
| 3                          | Iljo Keisse        | Chocolade Jacques       | z.t.     |
| 4                          | Sébastien Chavanel | La Française des Jeux   | z.t.     |
| 5                          | Gert Steegmans     | Quickstep-Innergetic    | z.t.     |
| 6                          | Kenny van Hummel   | Skil-Shimano            | z.t.     |
| 7                          | Marcus Burghardt   | T-Mobile Team           | z.t.     |
| 8                          | Frédéric Amorison  | Landbouwkrediet-Colnago | z.t.     |
| 9                          | Geoffroy Lequatre  | Cofidis                 | z.t.     |
| 10                         | Tomas Vaitkus      | Discovery Channel       | z.t.     |

1945 · 1946 · 1947 · 1948 · 1949 · 1950 · 1951 · 1952 · 1953 · 1954 · 1955 · 1956 · 1957 · 1958 · 1959 · 1960 · 1961 · 1962 · 1963 · 1964 · 1965 · 1966 · 1967 · 1968 · 1969 · 1970 · 1971 · 1972 · 1973 · 1974 · 1975 · 1976 · 1977 · 1978 · 1979 · 1980 · 1981 · 1982 · 1983 · 1984 · 1985 · 1986 · 1987 · 1988 · 1989 · 1990 · 1991 · 1992 · 1993 · 1994 · 1995 · 1996 · 1997 · 1998 · 1999 · 2000 · 2001 · 2002 · 2003 · 2004 · 2005 · 2006 · 2007 · 2008 · 2009 · 2010 · 2011 · 2012 · 2013 · 2014 · 2015 · 2016 · 2017 · 2018 · 2019 · 2020 · 2021 · 2022 · 2023 · 2024 · 2025
Lijst van beklimmingen